# It's All Over Now, Baby Blue
It's All Over Now, Baby Blue är en låt skriven och framförd av Bob Dylan. Den kom först ut på albumet Bringing It All Back Home 1965 men har släppts på många andra samlingsalbum.
I låten är Dylan ensam på gitarr och munspel förutom en bas i bakgrunden. Det är den sista akustiska låten innan Dylan vänder sig till rock- och bluesmusiken helt. Dock hade första halvan på Bringing It All Back Home innehållit rock- och blues konceptet men "Baby Blue" var den allra sista innan Dylan övergav den akustiska musiken helt. Nästa album Highway 61 Revisited skulle endast innehålla låtar med band i bakgrunden. Därför kan låten ses som ett farväl till den sorts musik - protest-musiken som han hållit sig till under den tiden som professionell skivsläppare. "And it's all over now baby blue"; Den tiden är över nu - nu riktar han sig mot en annan sorts musik.
Men det kan också vara ett farväl till en flickvän eller vän ("You must leave now, take what you need, you think will last"). Vissa har även menat att den är skriven till ett barn som söker tröst hos en vuxen ("The empty-handed painter from your streets, is drawing crazy patterns on your sheets, The sky, too, is folding under you, It's all over now baby blue").
Bob Dylan berättade i en intervju att han hade haft låten i sitt huvud en lång tid, utan att ha skrivit ner den. När han väl skrev ner den började han tänka på låten "Baby Blue" av Gene Vincent som han brukade sjunga när han gick i High School. "Of course, I was singing about a different baby blue" sa han sen.
Coverversioner har gjorts av bland andra Link Wray, Van Morrison, Hole, The Animals, The Chocolate Watchband, Count Five och The White Stripes. En översättning till svenska har gjorts av Mikael Wiehe, "Sakta lägger båten ut från land" vilken också spelades in av honom på albumet Sjömansvisor, 1978  och av Wizex på albumet You Treated Me Wrong 1980.  Ytterligare en, mindre känd, översättning har gjorts av Lars Fernebring och finns inspelad på CD:n Inte ens ett farväl - Dylan på svenska. 

## Album
- Bringing It All Back Home - 1965
- Bob Dylan's Greatest Hits, Vol. 2 - 1971
- Biograph - 1985
- The Bootleg Series Vol. 4: Bob Dylan Live 1966, The "Royal Albert Hall" Concert - 1998
- The Essential Bob Dylan - 2000
- Dylan - 2007

### Fotnoter
1. ↑  ”Svensk mediedatabas”. http://smdb.kb.se/catalog/id/001891936. Läst 26 april 2011.
2. ↑  ”Svensk mediedatabas”. http://smdb.kb.se/catalog/id/001887542. Läst 26 april 2011.
3. ↑  ”Svensk mediedatabas”. http://smdb.kb.se/catalog/id/002255462. Läst 26 april 2011.